# Adobe FreeHand
Adobe FreeHand — векторний графічний редактор, що раніше розроблявся фірмою Adobe для Microsoft Windows і для Mac OS.

## Історія
Aldus видав версії 1 — 4. Після прийняття Altsys — Macromedia з'явилися версії 5, 5.5 (тільки для комп'ютерів Apple) і кросплатформові 7, 8, 9, 10, 11/MX. Пізніше Adobe купує Macromedia. Зараз програма не є доступною для покупки. Сучасним користувачам Freehand фірма Adobe пропонує перейти на Adobe Illustrator. Протести користувачів програми та скарги до антимонопольного відомства не принесли результатів. Баталія була остаточно програна 2011 року.